# Opopaea ngangao
Opopaea ngangao es una especie de araña araneomorfa del género Opopaea, familia Oonopidae. Fue descrita científicamente por Tong & Li en 2019.
Habita en Kenia.